# Ministerie van Volkshuisvesting en Bouwnijverheid
Het ministerie van Volkshuisvesting en Bouwnijverheid was tussen 1956 en 1965 een Nederlands ministerie.
Het werd in 1956 opgericht als opvolger van het ministerie van Wederopbouw en Volkshuisvesting. 
Met de opname van de term bouwnijverheid wilde men uitdrukken hoeveel belang hieraan werd gehecht. Beleidsterreinen van het ministerie waren ruimtelijke ordening, woningbouw, -verbetering, -herstel en -verdeling, krotopruiming en huurbeleid. De Rijksgebouwendienst viel eveneens onder het ministerie. 
Het ministerie kreeg in 1965 als naam ministerie van Volkshuisvesting en Ruimtelijke Ordening.
|       |       |       |       |                                            |                                         | Openbare Werken 1945                    | Openbare Werken 1945                    | Openbare Werken 1945                                                    | Openbare Werken 1945                                                    | Openbare Werken 1945                                                    | Openbare Werken 1945                                                    |                                                                         |                                                                         | Waterstaat 1906–45                         | Waterstaat 1906–45                         | Waterstaat 1906–45                         | Waterstaat 1906–45                         | Waterstaat 1906–45                         | Waterstaat 1906–45                         |                                    |                                    |                                    |                                    |                   |                   |                   |                   |  |  |  |  |  |  |  |  |  |  |  |  |  |  |
|       |       |       |       |                                            |                                         | Openbare Werken 1945                    | Openbare Werken 1945                    | Openbare Werken 1945                                                    | Openbare Werken 1945                                                    | Openbare Werken 1945                                                    | Openbare Werken 1945                                                    |                                                                         |                                                                         | Waterstaat 1906–45                         | Waterstaat 1906–45                         | Waterstaat 1906–45                         | Waterstaat 1906–45                         | Waterstaat 1906–45                         | Waterstaat 1906–45                         |                                    |                                    |                                    |                                    |                   |                   |                   |                   |  |  |  |  |  |  |  |  |  |  |  |  |  |  |
|       |       |       |       |                                            |                                         | Openbare Werken en Wederopbouw 1945–47  | Openbare Werken en Wederopbouw 1945–47  | Openbare Werken en Wederopbouw 1945–47                                  | Openbare Werken en Wederopbouw 1945–47                                  | Openbare Werken en Wederopbouw 1945–47                                  | Openbare Werken en Wederopbouw 1945–47                                  |                                                                         |                                                                         | Verkeer en Energie 1945–46 Verkeer 1946–47 | Verkeer en Energie 1945–46 Verkeer 1946–47 | Verkeer en Energie 1945–46 Verkeer 1946–47 | Verkeer en Energie 1945–46 Verkeer 1946–47 | Verkeer en Energie 1945–46 Verkeer 1946–47 | Verkeer en Energie 1945–46 Verkeer 1946–47 |                                    |                                    |                                    |                                    |                   |                   |                   |                   |  |  |  |  |  |  |  |  |  |  |  |  |  |  |
|       |       |       |       |                                            |                                         | Openbare Werken en Wederopbouw 1945–47  | Openbare Werken en Wederopbouw 1945–47  | Openbare Werken en Wederopbouw 1945–47                                  | Openbare Werken en Wederopbouw 1945–47                                  | Openbare Werken en Wederopbouw 1945–47                                  | Openbare Werken en Wederopbouw 1945–47                                  |                                                                         |                                                                         | Verkeer en Energie 1945–46 Verkeer 1946–47 | Verkeer en Energie 1945–46 Verkeer 1946–47 | Verkeer en Energie 1945–46 Verkeer 1946–47 | Verkeer en Energie 1945–46 Verkeer 1946–47 | Verkeer en Energie 1945–46 Verkeer 1946–47 | Verkeer en Energie 1945–46 Verkeer 1946–47 |                                    |                                    |                                    |                                    |                   |                   |                   |                   |  |  |  |  |  |  |  |  |  |  |  |  |  |  |
|       |       |       |       |                                            |                                         |                                         |                                         |                                                                         |                                                                         |                                                                         |                                                                         |                                                                         |                                                                         |                                            |                                            |                                            |                                            |                                            |                                            |                                    |                                    |                                    |                                    |                   |                   |                   |                   |  |  |  |  |  |  |  |  |  |  |  |  |  |  |
|       |       |       |       |                                            |                                         |                                         |                                         |                                                                         |                                                                         |                                                                         |                                                                         |                                                                         |                                                                         |                                            |                                            |                                            |                                            |                                            |                                            |                                    |                                    |                                    |                                    |                   |                   |                   |                   |  |  |  |  |  |  |  |  |  |  |  |  |  |  |
|       |       |       |       | Wederopbouw en Volkshuisvesting 1947–56    | Wederopbouw en Volkshuisvesting 1947–56 | Wederopbouw en Volkshuisvesting 1947–56 | Wederopbouw en Volkshuisvesting 1947–56 | Wederopbouw en Volkshuisvesting 1947–56                                 | Wederopbouw en Volkshuisvesting 1947–56                                 |                                                                         |                                                                         |                                                                         |                                                                         | Verkeer en Waterstaat 1947–2010            | Verkeer en Waterstaat 1947–2010            | Verkeer en Waterstaat 1947–2010            | Verkeer en Waterstaat 1947–2010            | Verkeer en Waterstaat 1947–2010            | Verkeer en Waterstaat 1947–2010            |                                    |                                    | Economische Zaken                  | Economische Zaken                  | Economische Zaken | Economische Zaken | Economische Zaken | Economische Zaken |  |  |  |  |  |  |  |  |  |  |  |  |  |  |
|       |       |       |       | Wederopbouw en Volkshuisvesting 1947–56    | Wederopbouw en Volkshuisvesting 1947–56 | Wederopbouw en Volkshuisvesting 1947–56 | Wederopbouw en Volkshuisvesting 1947–56 | Wederopbouw en Volkshuisvesting 1947–56                                 | Wederopbouw en Volkshuisvesting 1947–56                                 |                                                                         |                                                                         |                                                                         |                                                                         | Verkeer en Waterstaat 1947–2010            | Verkeer en Waterstaat 1947–2010            | Verkeer en Waterstaat 1947–2010            | Verkeer en Waterstaat 1947–2010            | Verkeer en Waterstaat 1947–2010            | Verkeer en Waterstaat 1947–2010            |                                    |                                    | Economische Zaken                  | Economische Zaken                  | Economische Zaken | Economische Zaken | Economische Zaken | Economische Zaken |  |  |  |  |  |  |  |  |  |  |  |  |  |  |
|       |       |       |       | Volkshuisvesting en Bouwnijverheid 1956–65 |                                         |                                         |                                         |                                                                         |                                                                         |                                                                         |                                                                         |                                                                         |                                                                         |                                            |                                            |                                            |                                            |                                            |                                            |                                    |                                    |                                    |                                    |                   |                   |                   |                   |  |  |  |  |  |  |  |  |  |  |  |  |  |  |
|       |       |       |       |                                            |                                         |                                         |                                         |                                                                         |                                                                         |                                                                         |                                                                         |                                                                         |                                                                         |                                            |                                            |                                            |                                            |                                            |                                            |                                    |                                    |                                    |                                    |                   |                   |                   |                   |  |  |  |  |  |  |  |  |  |  |  |  |  |  |
| VoMil | VoMil | VoMil | VoMil | VoMil                                      | VoMil                                   |                                         |                                         | Volkshuisvesting en Ruimtelijke Ordening (VRO) 1965–82                  | Volkshuisvesting en Ruimtelijke Ordening (VRO) 1965–82                  | Volkshuisvesting en Ruimtelijke Ordening (VRO) 1965–82                  | Volkshuisvesting en Ruimtelijke Ordening (VRO) 1965–82                  | Volkshuisvesting en Ruimtelijke Ordening (VRO) 1965–82                  | Volkshuisvesting en Ruimtelijke Ordening (VRO) 1965–82                  |                                            |                                            |                                            |                                            |                                            |                                            |                                    |                                    |                                    |                                    |                   |                   |                   |                   |  |  |  |  |  |  |  |  |  |  |  |  |  |  |
| VoMil | VoMil | VoMil | VoMil | VoMil                                      | VoMil                                   |                                         |                                         | Volkshuisvesting en Ruimtelijke Ordening (VRO) 1965–82                  | Volkshuisvesting en Ruimtelijke Ordening (VRO) 1965–82                  | Volkshuisvesting en Ruimtelijke Ordening (VRO) 1965–82                  | Volkshuisvesting en Ruimtelijke Ordening (VRO) 1965–82                  | Volkshuisvesting en Ruimtelijke Ordening (VRO) 1965–82                  | Volkshuisvesting en Ruimtelijke Ordening (VRO) 1965–82                  |                                            |                                            |                                            |                                            |                                            |                                            |                                    |                                    |                                    |                                    |                   |                   |                   |                   |  |  |  |  |  |  |  |  |  |  |  |  |  |  |
|       |       |       |       |                                            |                                         |                                         |                                         |                                                                         |                                                                         |                                                                         |                                                                         |                                                                         |                                                                         |                                            |                                            |                                            |                                            |                                            |                                            |                                    |                                    |                                    |                                    |                   |                   |                   |                   |  |  |  |  |  |  |  |  |  |  |  |  |  |  |
| WVC   | WVC   | WVC   | WVC   | WVC                                        | WVC                                     |                                         |                                         | Volkshuisvesting, Ruimtelijke Ordening en Milieubeheer (VROM) 1982–2010 | Volkshuisvesting, Ruimtelijke Ordening en Milieubeheer (VROM) 1982–2010 | Volkshuisvesting, Ruimtelijke Ordening en Milieubeheer (VROM) 1982–2010 | Volkshuisvesting, Ruimtelijke Ordening en Milieubeheer (VROM) 1982–2010 | Volkshuisvesting, Ruimtelijke Ordening en Milieubeheer (VROM) 1982–2010 | Volkshuisvesting, Ruimtelijke Ordening en Milieubeheer (VROM) 1982–2010 |                                            |                                            |                                            |                                            |                                            |                                            |                                    |                                    |                                    |                                    |                   |                   |                   |                   |  |  |  |  |  |  |  |  |  |  |  |  |  |  |
| WVC   | WVC   | WVC   | WVC   | WVC                                        | WVC                                     |                                         |                                         | Volkshuisvesting, Ruimtelijke Ordening en Milieubeheer (VROM) 1982–2010 | Volkshuisvesting, Ruimtelijke Ordening en Milieubeheer (VROM) 1982–2010 | Volkshuisvesting, Ruimtelijke Ordening en Milieubeheer (VROM) 1982–2010 | Volkshuisvesting, Ruimtelijke Ordening en Milieubeheer (VROM) 1982–2010 | Volkshuisvesting, Ruimtelijke Ordening en Milieubeheer (VROM) 1982–2010 | Volkshuisvesting, Ruimtelijke Ordening en Milieubeheer (VROM) 1982–2010 |                                            |                                            |                                            |                                            |                                            |                                            |                                    |                                    |                                    |                                    |                   |                   |                   |                   |  |  |  |  |  |  |  |  |  |  |  |  |  |  |
|       |       |       |       |                                            |                                         |                                         |                                         |                                                                         |                                                                         |                                                                         |                                                                         |                                                                         |                                                                         |                                            |                                            |                                            |                                            |                                            |                                            |                                    |                                    |                                    |                                    |                   |                   |                   |                   |  |  |  |  |  |  |  |  |  |  |  |  |  |  |
|       |       |       |       |                                            |                                         |                                         |                                         |                                                                         |                                                                         |                                                                         |                                                                         |                                                                         |                                                                         |                                            |                                            |                                            |                                            |                                            |                                            |                                    |                                    |                                    |                                    |                   |                   |                   |                   |  |  |  |  |  |  |  |  |  |  |  |  |  |  |
| BZK   | BZK   | BZK   | BZK   | BZK                                        | BZK                                     |                                         |                                         |                                                                         |                                                                         | Infrastructuur en Waterstaat (IenW) 2010–                               | Infrastructuur en Waterstaat (IenW) 2010–                               | Infrastructuur en Waterstaat (IenW) 2010–                               | Infrastructuur en Waterstaat (IenW) 2010–                               | Infrastructuur en Waterstaat (IenW) 2010–  | Infrastructuur en Waterstaat (IenW) 2010–  |                                            |                                            | Economische Zaken en Klimaat (EZK)         | Economische Zaken en Klimaat (EZK)         | Economische Zaken en Klimaat (EZK) | Economische Zaken en Klimaat (EZK) | Economische Zaken en Klimaat (EZK) | Economische Zaken en Klimaat (EZK) |                   |                   |                   |                   |  |  |  |  |  |  |  |  |  |  |  |  |  |  |

## Ministers van Volkshuisvesting en Bouwnijverheid
- kabinet-Marijnen (1963-1965): Pieter Bogaers
- kabinet-De Quay (1959-1963): Jan van Aartsen
- kabinet-Beel II (1958-1959): Herman Witte
- kabinet-Drees III (1956-1958): Herman Witte

Algemene Zaken (AZ) · 
Asiel en Migratie (A&M) · 
Binnenlandse Zaken en Koninkrijksrelaties (BZK) · 
Buitenlandse Zaken (BZ) ·
Defensie (Def) · 
Economische Zaken (EZ) · 
Financiën (Fin) · 
Infrastructuur en Waterstaat (I&W) · 
Justitie en Veiligheid (J&V) · 
Klimaat en Groene Groei (KGG) · 
Landbouw, Visserij, Voedselzekerheid en Natuur (LVVN) ·
Onderwijs, Cultuur en Wetenschap (OCW) · 
Sociale Zaken en Werkgelegenheid (SZW) · 
Volksgezondheid, Welzijn en Sport (VWS) · 
Volkshuisvesting en Ruimtelijke Ordening (VRO)

Voormalige ministeries:
Algemene Oorlogvoering van het Koninkrijk (AOK) ·
Arbeid, Handel en Nijverheid ·
 Binnenlandse Zaken en Landbouw ·
Cultuur, Recreatie en Maatschappelijk Werk (CRM) ·
Economische Zaken en Arbeid ·
Economische Zaken, Landbouw en Innovatie (EL&I) · 
Eredienst ·
Handel en Nijverheid ·
Handel, Nijverheid en Landbouw ·
Handel, Nijverheid en Scheepvaart ·
Infrastructuur en Milieu ·
Justitie (Just) ·
Koloniën, later Overzeese Gebiedsdelen ·
Landbouw, Natuurbeheer en Visserij ·
Landbouw, Nijverheid en Handel ·
Landbouw en Visserij ·
Landbouw, Visserij en Voedselvoorziening ·
Maatschappelijk Werk ·
Marine ·
Oorlog ·
Onderwijs en Wetenschappen ·
 Onderwijs, Kunsten en Wetenschappen ·
Openbare Werken ·
Openbare Werken en Wederopbouw ·
Sociale Zaken en Volksgezondheid ·
Verkeer ·
Verkeer en Energie ·
Verkeer en Waterstaat (V&W) · 
Volksgezondheid en Milieuhygiëne ·
Volkshuisvesting en Bouwnijverheid ·
Volkshuisvesting, Ruimtelijke Ordening en Milieubeheer (VROM) ·
Waterstaat ·
Waterstaat, Handel en Nijverheid ·
Wederopbouw en Volkshuisvesting ·
Welzijn, Volksgezondheid en Cultuur (WVC)